# Ratpenat de bigotis petit
El ratpenat de bigotis petit (Myotis alcathoe) és un ratpenat menut de la família dels vespertiliònids descrita l'any 2001 per Otto von Helversen i Klaus-Gerhard Heller i que encara és força desconeguda, en part a causa de la seva raresa. Habita Europa, en petites valls amb cursos d'aigua i arbres caducifolis. Es tem que pugui estar en perill d'extinció, fet que no s'ha pogut contrastar fins al moment per falta de dades.

## Distribució
Inicialment es creia que habitava el sud-est d'Europa, però darrerament s'han trobat exemplars a Suècia, Anglaterra o França, entre altres estats. També ha estat identificat a punts d'Espanya, com la Rioja, Navarra i el sistema ibèric septentrional, però no fou fins al 2007 que fou trobat a Catalunya, al Parc Natural del Montseny per Carles Flaquer i Antoni Arrizabalaga, investigadors del Museu de Granollers. Una recerca de l'any 2017 d'aquest mateix grup en trobà la que per ara és l'única colònia de cria a Catalunya, a l'Albera, i associà l'hàbitat d'aquesta espècie amb els boscos madurs.

## Descripció
Aquest ratpenat és el més petit de les espècies del gènere Myotis que habiten Europa, però tot i aquest fet, la seva identificació pot ser dificultosa. El seu cos té una longitud total d'entre 39 i 44 mm, assoleix uns 20 cm d'envergadura amb les ales desplegades i pesa entre 3,5 i 5,5 grams. El color del pèl és marró vermellós en les parts superiors i marró a les parts inferiors, mentre que les ales són marrons. Els juvenils tenen una coloració grisa o marró fosc que els diferencia dels adults. Té l'ecolocació de freqüència més alta de les espècies europees del gènere Myotis.